# AT&T Switching Center
O AT&T Madison Complex Tandem Office é um arranha-céu de 17 andares e 79 m (259 ft) de altura, localizado em Los Angeles, Califórnia, completado em 1961. Com a sua torre de microondas, utilizada até 1993, elevando a altura total para 137 m (449 pés). Atualmente, é o 29º edifício mais alto de Los Angeles. O edifício serve 1,3 milhões de linhas telefônicas no código da área 213 e outros códigos de área de Los Angeles, para chamadas de longa distância estrangeiras.